# علي بن العربي السقاط
أبي الحسن علي بن محمد العربي السقاط الفاسي المالكي فقيه مالكي مغربي، من مواليد فاس، قرأ على والده، وحضر دروس عبد السلام البناني، وورد إلى مصر حاجًّا، فحضر في الأزهر دروس مشايخ العصر، ثم سافر إلى مكة والمدينة، وعاد إلى بلاده، وقدم مصر ثانية، واستقر به المقام، ولازم مشايخ ذلك العصر، واجتمع بالشيخ التطاوني، وأجازه بجامع السلطان الغوري، واجتمع بمرتضى الزبيدي، وأخذ عنه علم التحقيق.
توفي سنة 1183 هـ، أواخر جمادى الأولى، ودفن في المسجد الذي كان يعتكف فيه بالفحامين، مما يلي حارة الجودرية الكبيرة، وله مقام يُزار. 

## مؤلفاته
- كفاية المريد وغنية الطالب للتوحيد